# Metastenasellus leysi
Metastenasellus leysi is een pissebed uit de familie Stenasellidae. De wetenschappelijke naam van de soort is voor het eerst geldig gepubliceerd in 1986 door Magniez.